# Grzybówka rdzawoplamista

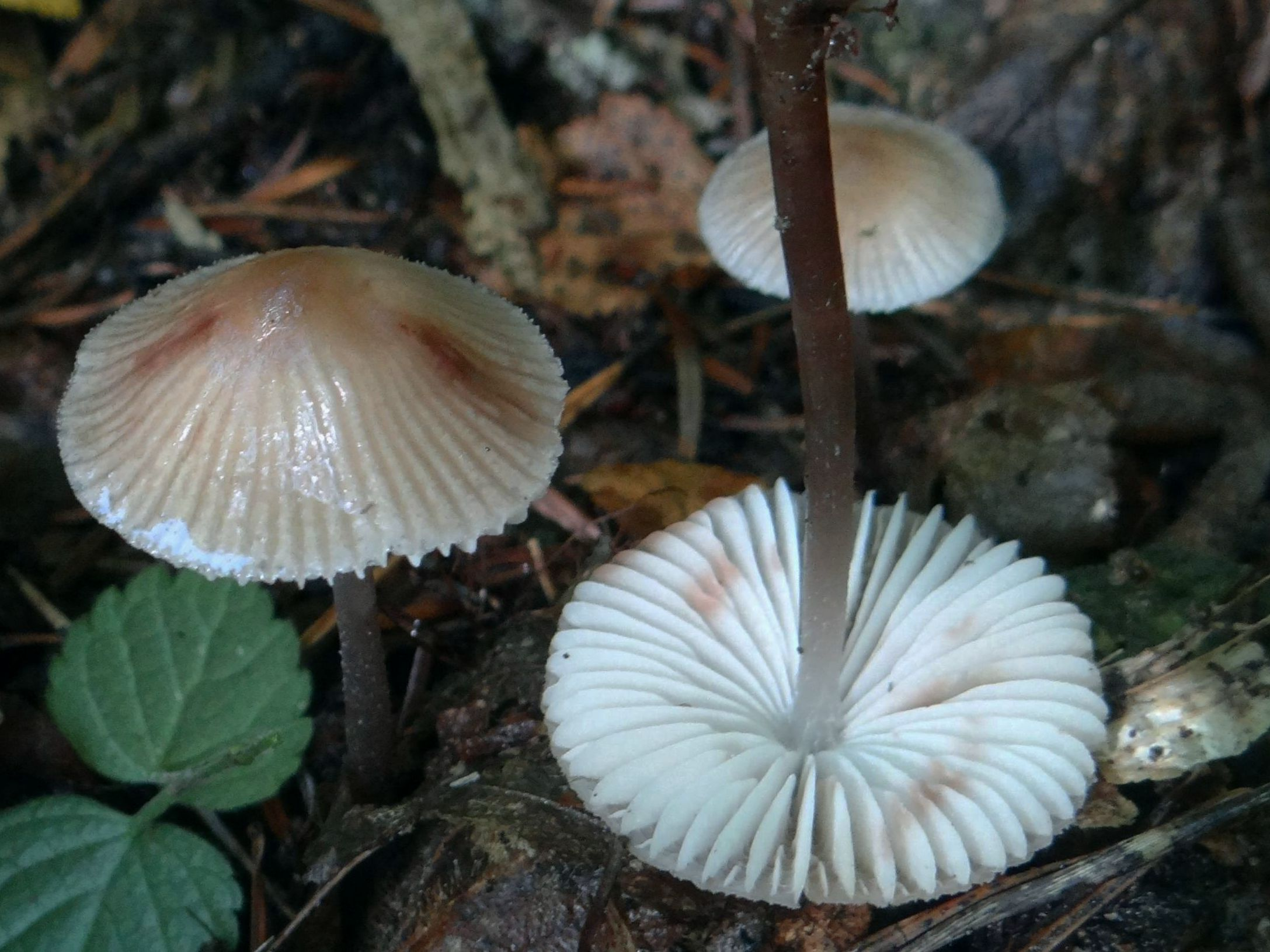

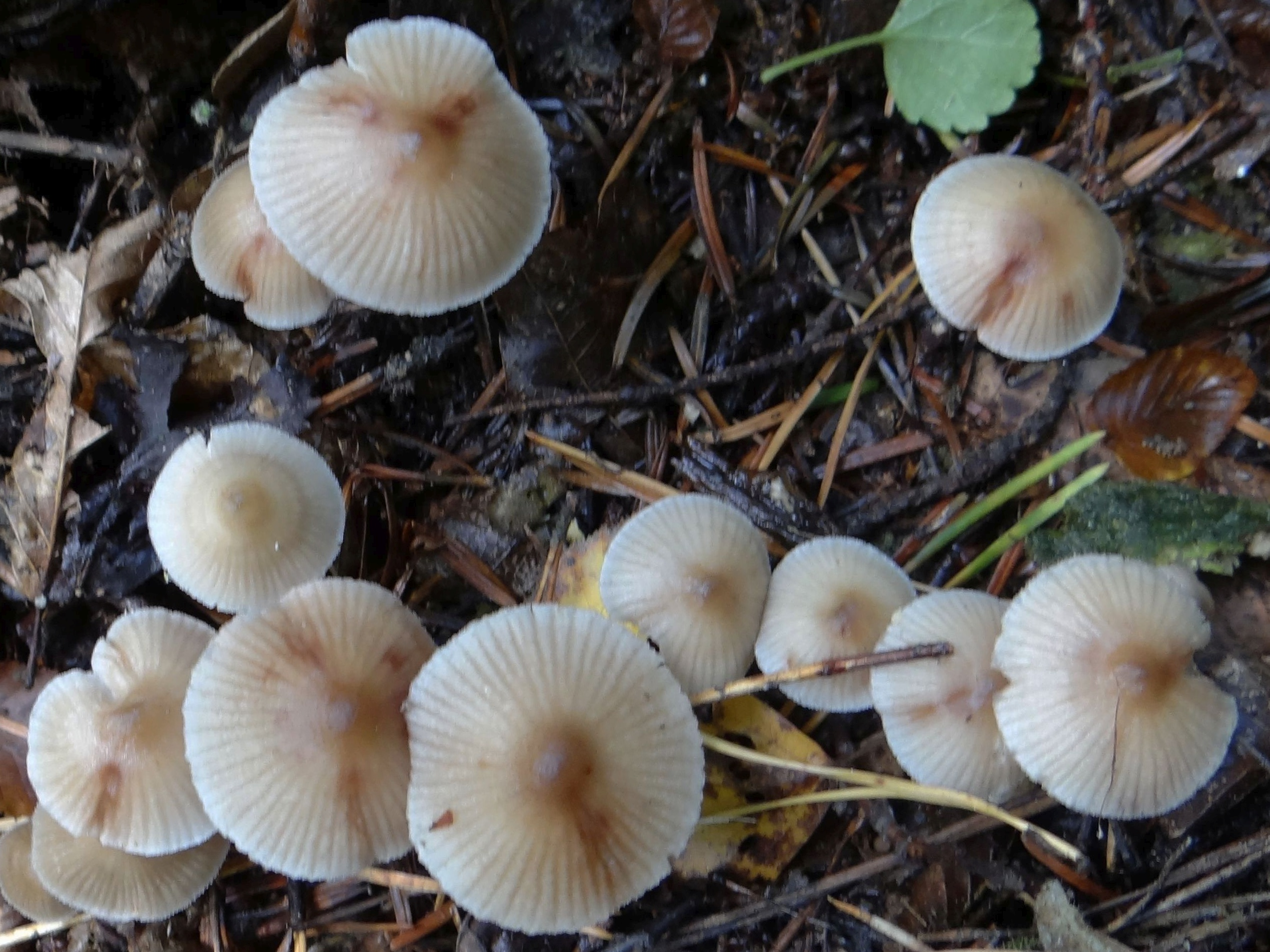

Grzybówka rdzawoplamista (Mycena zephirus (Fr.) P. Kumm.) – gatunek grzybów z rodziny grzybówkowatych (Mycenaceae).

## Systematyka i nazewnictwo
Pozycja w klasyfikacji według Index Fungorum: Mycena, Mycenaceae, Agaricales, Agaricomycetidae, Agaricomycetes, Agaricomycotina, Basidiomycota, Fungi.
Po raz pierwszy takson ten opisał w 1818 r. Elias Fries, nadając mu nazwę Agaricus zephirus, obecną, uznaną przez Index Fungorum nazwę nadał mu w 1871 r. Paul Kummer.
Nazwę polską nadał Władysław Wojewoda w 2003 r., wcześniej Maria Lisiewska opisywała ten gatunek pod nazwą grzybówka zefirowa.

## Morfologia
Kapelusz
Średnicy 2–5 cm, kształt początkowo paraboliczny lub stożkowy, z zaokrąglonym garbkiem. stopniowo rozpłaszcza się. Jest rowkowany do 2/3 średnicy. Brzeg nierówny. Powierzchnia gładka, podczas suchej pogody matowa, o barwie od brudnobiaławej, przez jasnokremową, i jasnoróżową do mięsnobrązowej. Wierzchołek kapelusza wyraźnie ciemniejszy. Na kapeluszu występują rdzawobrązowe, promieniste plamy.
Blaszki
Szerokie i dość rzadkie, przyrośnięte lub słabo zatokowato wycięte. Sa białoszare, u starszych okazów występują na nich czerwonobrązowe plamy. Często występują poprzeczne anastomozy.
Trzon
Wysokość 3–8 cm, grubość do 4 mm. Jest walcowaty, pusty w środku (rurkowaty). Powierzchnia włókienkowata, barwy szarobrązowej, tylko u szczytu pokryta krótkimi, białymi kosmkami. Białe włoski występują również u nasady trzonu.
Miąższ
Cienki, wodnisty i kruchy. Barwa szara, smak łagodny, zapach podobny do rzodkwi. 
Cechy mikroskopowe
Podstawki z czterema sterygmami, zgrubiałe, o rozmiarach 28–32 × 7–8,5 μm. Zarodniki wydłużone, niemal cylindryczne, gładkie, amyloidalne, o rozmiarach 8,5–12,2 × 4–5 (–6) μm. Cheilocystydy mają rozmiar 44–78 × 6–20 × 0,5 μm, są wrzecionowate, zgrubiałe i występuje na nich kilka bardzo grubych, prostych, lub nieco rozgałęzionych narośli. Pleurocystydy podobne (jeśli występują). Strzępki mają grubość 2–9 μm, końcowe komórki na obrzeżu kapelusza mają grubość do 12 μm i posiadają proste lub nieco rozgałęzione narośla. Strzępki warstwy korowej trzonu mają grubość 2–5 μm, są gładkie i pokryte grubymi, prostymi lub nieco rozgałęzionymi naroślami. Na wszystkich przegrodach występują sprzążki.

## Występowanie i siedlisko
Występuje tylko w Europie. W Polsce jest pospolita. Najczęściej rośnie w lasach iglastych na butwiejących igłach drzew, ściółce leśnej, wśród mchów. Szczególnie częsta jest pod świerkami i sosnami. Występuje także w parkach, Owocniki wytwarza od sierpnia do listopada.
Saprotrof. grzyb niejadalny.

## Gatunki podobne
Jest wiele gatunków grzybówek, grzybówka rdzawoplamista jest jednak morfologicznie dość łatwa do rozpoznania po rdzawoczerwonych plamach na kapeluszu. Młode owocniki mogą nie mieć jeszcze tych plam, ale można je odróżnić po stosunkowo dużych kapeluszach, licznych blaszkach i barwie. Grzybówka plamista (Mycena maculata) również ma rdzawobrązowe cętki na kapeluszu, ale dolna część trzonu jest rożowofioletowo-brązowa i rośnie na próchniejącym drewnie.